# Kevin Moran
Kevin Bernard Moran, född 29 april 1956 i Dublin, är en irländsk före detta fotbollsspelare.

## Karriär

### Klubblag
Kevin Moran kom till Manchester United i februari 1978 men debuten dröjde till 20 april 1979 i en match mot Southampton. Till säsongen 1979/1980 blev Moran ordinarie i försvaret då han spelade 32 matcher i ligaspelet. 1983 och 1985 vann han FA-cupen. I finalen 1985 mot Everton blev Moran den första spelare att bli utvisad i en final, efter en tackling på Peter Reid.
Efter att Manchester United värvat Steve Bruce så var Morans plats i laget inte lika självklar och han lämnade då klubben under sommaren 1988. Ny klubbadress blev spanska Sporting de Gijón där han spelade med bland annat den kommande Real Madrid och FC Barcelona spelaren Luis Enrique.
Efter 33 matcher i Sporting Gijón återvände Moran till England för spel i Blackburn Rovers. Där var han med och tog upp laget till Premier League under sin andra säsong i klubben. Säsongen 1992/1993 förde han Blackburn till en 4:e plats och året efter till en 2:a plats. Efter säsongen 1993/1994 avslutade han sin karriär, året innan Blackburn vann sin första ligatitel på 81 år.

### Landslag
Kevin Moran gjorde landslagdebut för Irland mot Sverige 1980. Totalt gjorde Moran 71 landskamper och sex mål. Han var med och spelade EM 1988, VM 1990 och VM 1994.

## Meriter
Manchester United
- FA-cupen: 1983, 1985